# Christian Mohr (Footballspieler)
Christian Mohr (* 5. April 1980 in Aachen) ist ein Diplom-Sportwissenschaftler und ehemaliger American-Football-Spieler. Als Defensive End stand er bei den Seattle Seahawks, den Philadelphia Eagles, den Indianapolis Colts und den Cleveland Browns in der National Football League unter Vertrag, wobei er für keines der Teams NFL-Spiele absolvierte.

## Leben
Im Jahr 2001 wurde der damals 19-jährige Christian Mohr bei den Düsseldorf Panther für die German Football League (GFL) verpflichtet. 2005 unterzeichnete er einen Zweijahresvertrag bei den Seattle Seahawks. Aufgrund der unterschiedlichen saisonalen Spielzeiten konnte Mohr zwischen 2004 und 2007 zusätzlich 32 Spiele für die Berlin Thunder und weitere 10 bei Rhein Fire in der NFL Europe bestreiten, wobei er mit Berlin Thunder den World Bowl gewann. Aufgrund einer langwierigen Verletzung wurde Christian Mohr trotz eines 2007 bei den Indianapolis Colts unterzeichneten Vertrages dort niemals eingesetzt. Im Sommer 2008 unterzeichnete er abermals einen Vertrag in der NFL bei den Cleveland Browns und kehrte nach einer Saison in der zweiten Hälfte der Saison 2009 in die GFL zu Kiel Baltic Hurricanes zurück. In der Saison 2010/2011 war er bei den Mönchengladbach Mavericks unter Vertrag. Seine aktive Karriere beendete Christian Mohr als Mitglied der ungeschlagenen Calanda Broncos und gewann mit dem Team 2012 den höchsten europäischen Vereinstitel – den Eurobowl.
Mohr absolvierte ein Studium an der Deutschen Sporthochschule Köln. Er ist Gründer des Trainingsanbieters MorePowerConcept in Aachen. Ferner ist er als Athletik- und Personal-Trainer aktiv und betreut Leistungs- und Breitensportler.